# Образование в Чехии
Образование в Чехии разделяется на 3 уровня: основное, среднее и высшее образование. 

## История
В ЧССР в ходе реформы школьного образования в сентябре 1967 года был осуществлён переход на 12-летнее полное среднее общее образование при пятидневной рабочей неделе.
Чехия как независимое государство возникла после распада Чехословакии в январе 1993 года. В это же время началось создание системы образования и его законодательного регулирования.
В 2004 году парламентом страны был принят закон 561/2004 "Об образовании", который вступил в законную силу после подписания президентом и с 1 января 2005 года определил общие требования к системе школьного образования. 

## Дошкольное образование
В добровольном порядке с 3 до 6 лет родители отдают ребенка в детский сад (чеш. Mateřská škola).

## Базовая школа
Базовое школьное образование (чеш. Primární vzdělání) обеспечено сетью средних школ (чеш. Základní škola), в которые родители обязаны отдавать своих детей для прохождения обучения в течение 9 лет, что, как правило, происходит с 6 до 15 лет.

## Старшая школа
По окончании 9-летней средней школы в 15 лет чешские подростки переходят на ступень старшей школы (чеш. Sekundární vzdělání), которое может осуществляться в различных формах:
- Среднее школьное образование (чеш. Střední vzdělání) - 1-2 года в старшей школе (чеш. Střední škola)
- Среднее профессиональное образование (чеш. Střední vzdělání s výučním listem) - 2-3 года в среднем специальном училище (чеш. Střední odborné učiliště, (SOU))
- Среднее образование с получением матуриты (чеш. Maturita) - 4 года в гимназии (чеш. Gymnázium) или средней профессиональной школе (чеш. Střední odborná škola (SOŠ))

## Высшая школа
Чехия имеет богатые традиции высшего образования. Первый на территории Чехии университет, Карлов университет, был открыт в 1348 году и является старейшим к востоку от Сорбонны. Чешский технический университет был основан в 1707 году как первый в мире обособленный технический вуз. В настоящее время в Чехии действуют 26 государственных вузов, 2 ведомственные высшие школы (полиции и министерства обороны) и 48 частных высших учебных заведений различного типа. Обучение в государственных вузах на чешском языке является полностью бесплатным, на студентов ложится лишь обязанность по оплате проживания и питания. Общежития и столовые в кампусах получают дотации от государства, и поэтому студенты оплачивают лишь часть расходов.
Правом поступления в вузы обладают выпускники чешских гимназий или средних профессиональных школ с "матуритой" (выпускной экзамен). Абитуриенты из третьих стран обязаны пройти процесс "нострификации" своего аттестата или диплома колледжа, так как школьная программа в Чехии длится 13 лет и есть отличия в часах обучения и программах. В стране обучается 390 тыс. студентов, из которых 40 тыс. — иностранные граждане. Примерно 12,5 тыс. чешских студентов учатся за границей.

### Иностранцы в чешских вузах
Чешская система образования предоставляет равные возможности как для граждан Чехии, так и иностранцев. Это касается всех этапов образования, включая высшее. Для поступления достаточно знания языка на уровне В1-B2 CEFR, наличия нострификации полученного за рубежом образования и сдачи вступительных экзаменов. 
Отличия между чешскими частными и государственными университетами заключаются в требованиях к абитуриентам и стоимости получения образования:
- в государственных вузах Чехии от иностранцев требуют нострифицированный диплом или аттестат, знание чешского языка и серьезные вступительные экзамены по профильным предметам. Обучение на чешском языке бесплатное для всех студентов.
- в частных университетах Чехии часто не требуют вступительных экзаменов, а обучение всегда платное — и на чешском, и на английском языке (в среднем от 2000 евро в год и выше).

Поступив в одно из высших учебных заведений Чехии, студент может подать заявление на предоставление долгосрочной визы с целью обучения. Это позволяет легально находиться на территории Чехии сроком до одного года с возможностью продления визы на месте.

### Стипендии в чешских университетах
Помимо бесплатного образования в государственных университетах, чешские ВУЗы предоставляют возможность получать стипендию. Есть несколько основных видов стипендий: стипендия за успеваемость, мотивирующая стипендия, целевая или ректорская стипендия, социальная стипендия, стипендия на проживание (предоставляется всем иностранцам), стипендия для обучения за границей, внутренние программы поощрения.